# Pachybrachis sinuatus
Pachybrachis sinuatus is een keversoort uit de familie bladkevers (Chrysomelidae). De wetenschappelijke naam van de soort werd in 1859 gepubliceerd door Étienne Mulsant en Claudius Rey.